# The Way It Is (Keyshia Cole)
The Way It Is è il primo album discografico in studio della cantante statunitense Keyshia Cole, pubblicato nel 2005.

## Tracce
1. (I Just Want It) To Be Over – 4:03
2. I Changed My Mind – 3:19
3. Love, I Thought You Had My Back – 4:10
4. I Should Have Cheated – 5:31
5. Guess What? (featuring Jadakiss) – 3:45
6. Love – 4:15
7. You've Changed – 4:17
8. We Could Be – 3:11
9. Situations (featuring Chink Santana) – 4:46
10. Down and Dirty – 3:52
11. Superstar (featuring Metro City) – 3:48
12. Never (featuring Eve) – 4:03